# KSV Hessen Kassel
Der KSV Hessen Kassel (vollständiger Name: Kasseler Sport-Verein Hessen e. V., bzw. KSV Hessen Kassel e. V.) ist ein Fußballverein aus der hessischen Stadt Kassel. Der Verein wurde am 3. Februar 1998 gegründet und hat die Vereinsfarben Rot und Weiß. Die erste Fußballmannschaft der Herren spielt seit 2020/21 in der Regionalliga Südwest. Spielstätte der unter dem Beinamen „Löwen“ bekannten Mannschaft ist das Auestadion mit einer Kapazität von 18.737 Plätzen.
Der heutige KSV Hessen ist der inoffizielle Nachfolgeverein des FC Hessen Kassel, der seinerseits der inoffizielle Nachfolgeverein des alten KSV Hessen Kassel war. Der alte KSV Hessen spielte zwischen 1980 und 1990 acht Jahre lang in der 2. Bundesliga und verpasste mehrfach knapp den Aufstieg in die Bundesliga. Nach dem Konkurs im Jahr 1993 wurde der inoffizielle Nachfolger FC Hessen gegründet, der Ende 1997 ebenfalls in Konkurs ging und aus dem Vereinsregister gelöscht wurde.

## Geschichte

### Vorgängervereine und Fusion

Wappen des SV Kurhessen

Der erste KSV Hessen war 1947 über mehrere Fusionen in den Nachkriegsjahren entstanden. In der fußballerischen Tradition stand er in der Nachfolge des SV Kurhessen Kassel sowie des VfL TuRa Kassel, wobei der erstgenannte der deutlich erfolgreichere der beiden Vorgängervereine war.
Der SV Kurhessen hatte ebenfalls zwei Vorgängervereine, den am 3. Juli 1893 gegründeten FC Union sowie den im selben Jahr entstandenen FC Hassia. Beide schlossen sich bereits 1895 zum Casseler FV 95 zusammen, der bis zum Ersten Weltkrieg die erfolgreichste Mannschaft der Stadt war und 1908 mit Gustav Hensel auch einen deutschen Nationalspieler stellte. 1919 fusionierte der Casseler FV mit dem Schwerathletik-Klub Verein für Körperkultur Cassel zum SV Kurhessen Cassel. Auch unter dem neuen Namen war man auf regionaler Ebene erfolgreich, wenn auch die Konkurrenz von BC „Sport“, CSC 03, Hermannia und Spielverein 06 den „Kurhessen“ die lokale Führungsrolle im Verlauf der 1920er Jahre zusehends streitig machte. Seinen sportlichen Zenit erreichte der SV Kurhessen im Jahr 1927, als er in der westdeutschen Meisterschaftsendrunde punktgleich mit Fortuna Düsseldorf Platz 3 belegte und durch eine Niederlage im Entscheidungsspiel den Einzug in die Endrunde um die deutsche Meisterschaft nur knapp verfehlte. Mit „Heini“ Weber stellte der Verein 1928 wieder einen Nationalspieler, der bei den Olympischen Spielen in Amsterdam im Nationaltrikot debütierte. In den 1930er und 1940er Jahren war der SV Kurhessen ununterbrochen in der jeweils obersten Spielklasse vertreten, ab 1933 in der Gauliga Hessen bzw. ab 1941 in der Gauliga Kurhessen. Am 17. November 1945 beteiligte sich der SV Kurhessen Kassel an der Gründung der Sportgruppe Süd als Zusammenschluss mit den Vereinen CT-Hessen Preußen, Wassersportverein Wilhelmshöhe, Wintersportverein Wilhelmshöhe und Tennisclub Wilhelmshöhe. Die Sportgruppe Süd benannte sich 1946 in Verein für Leibesübungen (VfL) Hessen Kassel um.
Weniger erfolgreich, aber bis zur Einführung der Gauligen ebenfalls durchgehend in den obersten Spielklassen vertreten, war der VfL TuRa Kassel. Der Wehlheider Stadtteilverein war 1904 gegründet worden und trug den Namen Turn- und Rasensportverein seit dem Zusammenschluss mit zwei Turnvereinen im Jahr 1919, wobei die Liaison mit den Turnern schon bald wieder gelöst wurde. In den Kriegsjahren spielte die Fußballmannschaft des VfL TuRa jeweils ein Jahr in der Gauliga Hessen bzw. Kurhessen. Nach dem Ende des Zweiten Weltkrieges bildete sich am Schönhauser Park 1946 zunächst die SG Wehlheiden, die sich schon kurze Zeit später in Kasseler SV umbenannte.
Am 23. November 1947 fusionierten der Kurhessen-Nachfolger VfL Hessen und der Wehlheider Kasseler SV zum Kultur Sport-Verein Hessen Kassel. Die beiden Vorgängervereine hatten sich in der Nachkriegszeit den alten TuRa-Platz am Schönfelder Park geteilt; nach dem Zusammenschluss zog man auf den sogenannten „A-Platz“ an der Fuldaaue um. Der ehemalige Platz des SV Kurhessen war mit Trümmerschutt notdürftig wieder hergerichtet worden und diente dem Verein nun bis zur Fertigstellung des Auestadions 1953 als Heimstätte. Der KSV Hessen pflegte neben Fußball eine breite Palette weiterer Leistungs- und Breitensportarten und wurde von einer Reihe namhafter Funktionäre sowie lokaler Unternehmen wie der Herkules-Brauerei und den Henschel-Werken unterstützt.

### Der historische Verein

#### Die frühen Jahre (1947 bis 1963)
| Saison  | Liga         | Level | Platz | Tore  | Punkte |
| ------- | ------------ | ----- | ----- | ----- | ------ |
| 1947/48 | Landesliga   | II    | 2.    | 68:27 | 40:12  |
| 1948/49 | Landesliga   | II    | 1.    | 69:33 | 40:12  |
| 1949/50 | Landesliga   | II    | 3.    | 68:29 | 37:19  |
| 1950/51 | II. Division | II    | 4.    | 81:58 | 40:28  |
| 1951/52 | II. Division | II    | 3.    | 56:40 | 43:25  |
| 1952/53 | II. Division | II    | 2.    | 50:35 | 44:24  |
| 1953/54 | Oberliga     | I     | 13.   | 54:74 | 23:37  |
| 1954/55 | Oberliga     | I     | 15.   | 37:67 | 18:42  |
| 1955/56 | II. Division | II    | 12.   | 49:57 | 33:35  |
| 1956/57 | II. Division | II    | 9.    | 52:51 | 35:33  |
| 1957/58 | II. Division | II    | 15.   | 53:59 | 30:38  |
| 1958/59 | II. Division | II    | 5.    | 66:54 | 39:29  |
| 1959/60 | II. Division | II    | 7.    | 48:52 | 35:33  |
| 1960/61 | II. Division | II    | 4.    | 77:54 | 39:29  |
| 1961/62 | II. Division | II    | 1.    | 93:37 | 52:16  |
| 1962/63 | Oberliga     | I     | 10.   | 49:57 | 29:31  |

Die Fußballmannschaft des KSV Hessen nahm in der Spielzeit 1947/48 den Platz des Vorgängervereines VfL Hessen in der Landesliga Hessen ein, der zweiten Spielklasse unterhalb der Oberliga Süd, in der dieser zuvor Meister geworden, aber in der Aufstiegsrunde gescheitert war. Trainer war Ernst Paulus, ehemals Olympiateilnehmer im Diskuswurf. Ihm gelang es, eine Mannschaft zu formen, die nicht nur die örtliche Konkurrenz auf Abstand halten konnte, sondern alsbald zu den Spitzenvereinen der Liga zählte. Das angepeilte Ziel des Oberligaaufstiegs wurde jedoch mehrfach knapp verfehlt. Nach der Vizemeisterschaft 1947/48 hinter dem 1. FC Rödelheim wurden die „Löwen“ zwar ein Jahr später Meister der hessischen Landesliga, in der nachfolgenden Aufstiegsrunde reichte es aber nur zum zweiten Platz. Am letzten Spieltag verlor der KSV beim VfL Neckarau, während Konkurrent Jahn Regensburg durch einen 8:3-Sieg über die SG Untertürkheim aufstieg. Auch in der 1950 als neuer Unterbau für die Oberliga eingeführten II. Division spielte Kassel stets in der Spitzengruppe mit und setzte sich zudem lokal entscheidend ab, denn Erzrivale CSC 03, der den Aufstieg in die Oberliga 1949 ebenfalls nur knapp verfehlt hatte, musste als Sechster der Qualifikationsrunde den Gang in die Drittklassigkeit antreten.
Mit dem Sprung in die neue II. Liga war auch ein personeller Umbruch verbunden. Zu der vom Alt-Internationalen „Heini“ Weber geführten Fußballabteilung stießen eine Reihe lokaler Nachwuchstalente, die in den folgenden Jahren das Gesicht der Mannschaft prägten. Zur Saison 1952/53 kam mit dem ehemaligen Schalker Rudolf Gellesch ein renommierter Trainer hinzu, unter dem es nach fünf vergeblichen Anläufen zum Aufstieg reichte: Die „Löwen“ wurden Vizemeister der II. Liga Süd und stiegen gemeinsam mit Jahn Regensburg in die Oberliga auf. Einer der Spieler war in dieser Spielzeit Karl-Heinz „Gala“ Metzner, der am 28. Dezember 1952 sein Debüt in der Nationalmannschaft gab. Metzner gehörte später auch zum Aufgebot zur Weltmeisterschaft 1954, bei der er jedoch nicht zum Einsatz kam.
Obwohl die Mannschaft in der Oberliga gegen den Abstieg kämpfte, verzeichnete der KSV mit durchschnittlich 19.200 Besuchern im gerade erst fertiggestellten Auestadion eine der höchsten Zuschauerzahlen deutschlandweit. Die Mannschaft um den Torhüter Laue, den Verteidiger Hutfles, den Nationalspieler Metzner auf halbrechts und den Torjäger Hellwig (17 Saisontore) hatte 1953/54 von Beginn an Probleme, sportlich mitzuhalten. Trotz einzelner Überraschungserfolge wie einem 1:0 gegen die Frankfurter Eintracht oder einem 2:2-Unentschieden gegen den 1. FC Nürnberg spielte der KSV Hessen die ganze Saison über gegen den Abstieg und konnte den Klassenerhalt erst am vorletzten Spieltag durch einen 5:1-Erfolg über Mitaufsteiger Regensburg endgültig sichern. Schon im zweiten Oberligajahr folgte für die „Löwen“ der Abstieg. Bereits im Spätherbst hatte man nach acht Niederlagen in Folge den Anschluss verloren und musste schließlich am Saisonende als Vorletzter zusammen mit dem FC Bayern München den Gang in die Zweitklassigkeit antreten. Am 1. Mai 1955 verfolgten nur noch 3000 Zuschauer das 1:1 gegen Schwaben Augsburg, das für lange Zeit letzte Oberligaspiel im Auestadion.
Nachdem der direkte Wiederaufstieg verpasst worden war, rutschten die Löwen ins Mittelfeld der II. Liga Süd ab. In der Saison 1957/58 konnten die Hessen nur dank vier Siegen zum Saisonende den Absturz ins Amateurlager verhindern. Als zur Runde 1960/61 der Wiener Willibald Hahn das Training übernommen hatte, kehrte der KSV Hessen wieder zum Erfolg zurück. Am Ende der Spielzeit 1961/62 stand die Meisterschaft mit zwei Punkten Vorsprung auf die TSG Ulm 1846 und damit die Rückkehr ins Fußball-Oberhaus. Allerdings war die Saison 1962/63 zugleich die letzte der alten Oberliga, die durch die Bundesliga abgelöst wurde. Dafür hätte sich der KSV Hessen allenfalls als Meister qualifizieren können, denn in der Zwölfjahreswertung der Oberliga Süd rangierte er aufgrund der langjährigen Zweitklassigkeit weit abgeschlagen. Immerhin wurde man als Aufsteiger Tabellenzehnter, die „Löwen“ mussten in der letzten Oberligasaison aber auch die höchste Heimniederlage der Vereinsgeschichte hinnehmen, als der 1. FC Nürnberg mit 9:0 im Auestadion gewann.

#### Weg in die Drittklassigkeit (1963 bis 1980)
| Saison  | Liga             | Level | Platz | Tore   | Punkte |
| ------- | ---------------- | ----- | ----- | ------ | ------ |
| 1963/64 | Regionalliga     | II    | 1.    | 116:61 | 55:21  |
| 1964/65 | Regionalliga     | II    | 5.    | 74:52  | 40:32  |
| 1965/66 | Regionalliga     | II    | 6.    | 70:62  | 36:32  |
| 1966/67 | Regionalliga     | II    | 8.    | 61:62  | 36:32  |
| 1967/68 | Regionalliga     | II    | 8.    | 64:63  | 37:31  |
| 1968/69 | Regionalliga     | II    | 10.   | 60:52  | 33:35  |
| 1969/70 | Regionalliga     | II    | 7.    | 54:50  | 40:36  |
| 1970/71 | Regionalliga     | II    | 3.    | 71:45  | 43:29  |
| 1971/72 | Regionalliga     | II    | 4.    | 57:47  | 40:32  |
| 1972/73 | Regionalliga     | II    | 10.   | 59:58  | 33:35  |
| 1973/74 | Regionalliga     | II    | 16.   | 47:57  | 28:40  |
| 1974/75 | Amateurliga      | III   | 3.    | 77:30  | 56:16  |
| 1975/76 | Amateurliga      | III   | 3.    | 68:40  | 47:21  |
| 1976/77 | Amateurliga      | III   | 3.    | 69:30  | 50:18  |
| 1977/78 | Amateurliga      | III   | 6.    | 65:46  | 39:29  |
| 1978/79 | Amateur-Oberliga | III   | 2.    | 114:45 | 58:10  |
| 1979/80 | Amateur-Oberliga | III   | 1.    | 94:40  | 52:16  |

Nach Gründung der Bundesliga 1963 wurde der KSV in der Saison 1963/64 Meister der neuen zweiten Spielklasse, der Regionalliga Süd, woran Klaus-Peter Jendrosch, der mit 34 Treffern Torschützenkönig wurde, maßgeblichen Anteil hatte. Zum Auftakt der Aufstiegsrunde zur Bundesliga sahen 37.000 Zuschauer eine 1:2-Niederlage gegen Hannover 96 – bis heute das bestbesuchte Heimspiel der „Löwen“. Als Gruppenzweiter hinter Hannover verpasste der KSV den Aufstieg. Torjäger Jendrosch wurde nach Saisonende vom Bundesligisten Karlsruher SC verpflichtet, und ohne seine Tore rutschten die Kasseler ins Mittelmaß der Regionalliga ab, aus dem sie sich in den darauf folgenden Jahren nicht befreien konnten. Immerhin sorgten einige Spiele im DFB-Pokal vorübergehend für Stimmung im Auestadion. Im Januar 1965 war der Hamburger SV zu Gast (0:2), und am Silvestertag 1966 sorgten die „Löwen“ in der Qualifikation zur Hauptrunde mit einem 6:2 über den Bundesligisten Eintracht Frankfurt für eine Sensation. In der ersten Hauptrunde schied der KSV erst nach Verlängerung im Wiederholungsspiel bei Werder Bremen aus.
Ab Ende der 1960er Jahre wurden unter Heinz Baas in der Vorrunde der Saison 1969/70 im Auestadion 17:1 Punkte erkämpft und der Zuschauerschnitt verdoppelt. In der Spielzeit 1970/71 spielte der KSV lange Zeit um einen der beiden ersten Plätze mit, lief jedoch als Dritter ins Ziel. Im DFB-Pokal zwangen die „Löwen“ den FC Bayern München in ein Wiederholungsspiel, welches mit 0:3 verloren wurde. In der Saison 1973/74 ging es um die Qualifikation für die neu eingeführte 2. Bundesliga. Der DFB vergab die Plätze anhand einer Fünfjahreswertung, der Regionalliga Süd wurden 13 Plätze zugesprochen. In der Rangliste belegten die Kasseler den neunten Rang. Der DFB legte jedoch fest, dass die Mannschaften, die einen der drei letzten Plätze in der Regionalligasaison 1973/74 belegen, unabhängig von der erreichten 5-Jahres-Punktzahl nicht zur 2. Bundesliga zugelassen werden. Der KSV wurde Drittletzter, verpasste damit die 2. Bundesliga Süd und musste fortan in der Amateurliga Hessen antreten.
Im Amateurlager gehörten die „Löwen“ zwar trotz eines großen personellen Aderlasses von Beginn an zu den Spitzenmannschaften der Hessenliga, verpassten aber mehrfach knapp die angestrebte Rückkehr in die Zweitklassigkeit. Die Saison 1978/79, in der sich der KSV Hessen mit Rückkehrer Gerd Grau sowie Klaus Zaczyk prominent verstärkt hatte, bot ein Kopf-an-Kopf-Rennen mit dem VfR Bürstadt. Obwohl die Löwen mit Helmut Hampl (38 Treffer) den Torschützenkönig stellten, konnte Bürstadt die Meisterschaft für sich entscheiden. Ein Jahr später war der KSV erfolgreicher, sicherte sich unter seinem Trainer Rudi Kröner mit vier Punkten Vorsprung auf den Lokalrivalen und Zweitligaabsteiger KSV Baunatal die Meisterschaft und stieg in die 2. Bundesliga Süd auf. Darüber hinaus nahmen die Kasseler an der deutschen Amateurmeisterschaft teil. Nach zwei Siegen über den Berliner FC Preussen traf der KSV im Halbfinale auf die Amateure des VfB Stuttgart. Einer 1:3-Heimniederlage folgte eine 0:11-Niederlage in Stuttgart, die höchste in der Geschichte des Wettbewerbs.

#### Verpasste Bundesliga (1980 bis 1987)
| Saison  | Liga          | Level | Platz | Tore  | Punkte |
| ------- | ------------- | ----- | ----- | ----- | ------ |
| 1980/81 | 2. BL Süd     | II    | 4.    | 59:35 | 48:28  |
| 1981/82 | 2. Bundesliga | II    | 8.    | 56:46 | 43:33  |
| 1982/83 | 2. Bundesliga | II    | 4.    | 69:54 | 45:31  |
| 1983/84 | 2. Bundesliga | II    | 4.    | 68:39 | 48:28  |
| 1984/85 | 2. Bundesliga | II    | 4.    | 72:48 | 49:27  |
| 1985/86 | 2. Bundesliga | II    | 5.    | 58:47 | 44:32  |
| 1986/87 | 2. Bundesliga | II    | 19.   | 40:75 | 22:54  |

Nach dem Aufstieg in die 2. Bundesliga stand der Verein vor einer schwierigen Saison 1980/81. Die bislang zweigleisige Liga sollte ab 1981 eingleisig fortgeführt werden. Nach einer dafür aufgestellten Dreijahreswertung qualifizierten sich die vier Erstplatzierten automatisch für die eingleisige 2. Bundesliga. Die von Rudi Kröner trainierte Mannschaft führte sogar die Tabelle an. In der Rückrunde war der KSV immer unter den ersten vier zu finden. Durch einen 1:0-Sieg über den FSV Frankfurt konnten die Kasseler nicht mehr von Rang vier verdrängt werden. Wäre Kassel Fünfter geworden, hätte dies den Abstieg bedeutet.
Auf einem achten Platz in der ersten Spielzeit der eingleisigen 2. Bundesliga löste Timo Konietzka den nach Kaiserslautern gewechselten Kröner ab. Er formte die Mannschaft um den Torjäger Heinz Traser, Uwe Pallaks, Volker Münn und den Rückkehrer Holger Brück. Es folgten vier Jahre, in denen die „Löwen“ bis zum letzten Spieltag die Chance zum Aufstieg in die Bundesliga hatten, aber diese jedes Mal vergaben. In der Saison 1982/83 hatte die Mannschaft vor dem letzten Spieltag einen Punkt Rückstand auf Bayer 05 Uerdingen, verlor jedoch dann bei den Stuttgarter Kickers mit 1:5. Jörg Berger übernahm in der nächsten Spielzeit das Traineramt. Der zur Relegation berechtigende dritte Platz wurde verpasst, da der vor dem letzten Spieltag mit zwei Punkten vor dem KSV stehende MSV Duisburg sein Spiel gewann.
Am 34. Spieltag der Saison 1984/85 übernahmen die Kasseler die Tabellenführung. Danach verlor die Mannschaft mit 1:2 in Bürstadt und trennte sich daraufhin mit 1:1 von Hertha BSC. Dennoch wurden aus den letzten beiden Spielen nur noch zwei Punkte für den Aufstieg benötigt. Nach dem 2:2 vor 23.000 Zuschauern im Auestadion gegen Hannover 96 am vorletzten Spieltag waren die Kasseler vor der Begegnung beim 1. FC Nürnberg noch Tabellenführer. Nürnberg gewann das „Endspiel“ um die Meisterschaft mit 2:0 und stieg in die Bundesliga auf. Da die unmittelbaren Konkurrenten Hannover 96 und 1. FC Saarbrücken ihre Spiele gewannen, rutschten die „Löwen“ auf den vierten Platz ab.
Nach drei verpassten Anläufen in Folge machte sich in Kassel Enttäuschung breit. Die auf ausdrücklichen Wunsch des Vorstands stark verjüngte Mannschaft konnte in der Vorrunde der Spielzeit 1985/86 zwar den Kontakt zur Spitzengruppe halten, rutschte aber zu deren Ende ins Mittelfeld ab. In der Winterpause wurde Jörg Berger durch Ex-Coach Rudi Kröner ersetzt, der den KSV 1981 in die „Eingleisige“ geführt hatte und von dem man sich nun attraktiveren und erfolgreicheren Fußball erhoffte. Der KSV kämpfte sich zwar in der Rückrunde wieder heran, doch die Chance auf den Relegationsplatz wurde erneut auf der Saisonzielgeraden verspielt. Einem 1:1 gegen Blau-Weiß 90 Berlin folgte eine 0:1-Niederlage bei der SpVgg Bayreuth. Nach der Saison musste der Verein aus finanziellen Gründen – der angestrebte Zuschauerschnitt von 8.000 war mit durchschnittlich 5.411 Besuchern weit verfehlt worden – Leistungsträger wie Peter Cestonaro und Dirk Bakalorz verkaufen.
In der Spielzeit 1986/87 belegte die Mannschaft durchgängig einen Abstiegsplatz. Als Vorletzter musste der KSV zurück in die Oberliga. Der bekannte Fußballautor Hardy Grüne bezeichnete die Entwicklung des KSV Hessen Kassel in dieser Zeit als eines der tragischsten Kapitel in der Geschichte der 2. Bundesliga.

#### Niedergang und zwei Konkurse (1987 bis 1998)
| Saison  | Liga          | Level | Platz                   | Tore                    | Punkte                  |
| ------- | ------------- | ----- | ----------------------- | ----------------------- | ----------------------- |
| 1987/88 | Oberliga      | III   | 2.                      | 91:34                   | 52:16                   |
| 1988/89 | Oberliga      | III   | 1.                      | 97:27                   | 48:12                   |
| 1989/90 | 2. Bundesliga | II    | 17.                     | 35:64                   | 33:43                   |
| 1990/91 | Oberliga      | III   | 1.                      | 81:27                   | 52:16                   |
| 1991/92 | Oberliga      | III   | 3.                      | 75:40                   | 47:17                   |
| 1992/93 | Oberliga      | III   | 5.                      | 59:45                   | 39:25                   |
| 1993/94 | Oberliga      | III   | 6.                      | 63:52                   | 37:31                   |
| 1994/95 | Regionalliga  | III   | 13.                     | 50:64                   | 29:39                   |
| 1995/96 | Regionalliga  | III   | 10.                     | 44:57                   | 44                      |
| 1996/97 | Regionalliga  | III   | 12.                     | 43:65                   | 37                      |
| 1997/98 | Regionalliga  | III   | Konkurs nach 20 Spielen | Konkurs nach 20 Spielen | Konkurs nach 20 Spielen |

Mit fünf Punkten Rückstand auf Viktoria Aschaffenburg wurden die „Löwen“ 1988 Vizemeister der Oberliga Hessen. Bei der Amateurmeisterschaft schied der KSV im Halbfinale im Elfmeterschießen gegen den späteren Sieger Eintracht Trier aus. Ein Jahr später folgte die Meisterschaft, an der die Torjäger Dieter Hecking und Lothar Sippel mit je 23 Treffern großen Anteil hatten. Am vorletzten Spieltag der Aufstiegsrunde schaffte die Mannschaft durch ein 6:2 gegen die SpVgg Unterhaching die Rückkehr in die 2. Bundesliga. Hier gewannen am letzten Spieltag die Löwen mit 2:0 gegen Hertha BSC. Die Konkurrenten VfL Osnabrück (3:1 gegen Schalke 04) und Darmstadt 98 (0:0 bei Wattenscheid 09) konnten ebenfalls punkten, so dass alle drei Mannschaften punktgleich waren. Da die „Löwen“ das schlechteste Torverhältnis hatten musste der KSV wieder absteigen.
Der sportliche Verlauf der Saison 1990/91 war erfolgreicher. Im DFB-Pokalwettbewerb schied man erst im Viertelfinale gegen die späteren Pokalsieger des SV Werder Bremen aus und in der Oberliga konnte die dritte Meisterschaft gefeiert werden. Wegen der Eingliederung der Vereine aus den Neuen Bundesländern gab es anstatt der bislang üblichen vier nur zwei Aufsteiger aus den westdeutschen Oberligen. Die „Löwen“ hätten ihre Gruppen gewinnen müssen, um aufzusteigen. Am vorletzten Spieltag trafen die Kasseler auf den TSV 1860 München. Durch zwei Tore der Münchener in den letzten zehn Minuten fiel die Vorentscheidung zu Gunsten der Bayern, die sich den Aufstieg nicht mehr nehmen ließen.
Zwar konnte sich der Verein sportlich weiterhin in der Spitzengruppe der Oberliga halten, jedoch wurden die finanziellen Probleme immer größer. Am 21. Juli 1993 wurde die Fußballabteilung als FC Hessen Kassel ausgegliedert. Der Hauptverein mit seinen 23 Amateurabteilungen ging mit einer Schuldenlast von 2,5 Millionen Mark in Konkurs.
Der neue Verein FC Hessen Kassel übernahm mit der Mannschaft das Startrecht des KSV Hessen und konnte somit in der Oberliga Hessen spielen. Die Mannschaft schaffte in der Saison 1993/94 die Qualifikation für die neue Regionalliga Süd und belegte stets Platzierungen in der unteren Tabellenhälfte. Durch finanzielle Probleme mussten Spieler und Vereinsmitarbeiter teilweise monatelang auf die Zahlung ihrer Gehälter warten. Die Geschäftsstelle des FC Hessen wurde im Herbst 1994 zwangsgeräumt. Bereits im Winter 1995 drohte die Zahlungsunfähigkeit. Trotzdem verpflichtete der Verein im Rahmen einer Kooperation mit Bielefelder Ex-Profis wie Armin Eck oder Peter Quallo. Für das Leihgeschäft musste der FC Hessen etwa 2,5 Millionen Mark bezahlen.
Am 24. November 1997 musste der mit 1,8 Millionen Mark verschuldete FC Hessen Kassel beim Amtsgericht Kassel Konkurs beantragen, der vom Gericht mangels Masse abgelehnt wurde. Das letzte Spiel des FC Hessen fand am 13. Dezember 1997 gegen die Amateure des Karlsruher SC statt. 800 Zuschauer sahen ein 2:2-Unentschieden. Der FC Hessen Kassel wurde auf der Mitgliederversammlung am 27. Januar 1998 aufgelöst.

### Der neue Verein

#### Neuanfang (1998 bis 2006)
| Saison    | Liga            | Level | Platz | Tore   | Punkte |
| --------- | --------------- | ----- | ----- | ------ | ------ |
| 1998/99   | Kreisliga A     | VIII  | 1.    | 148:14 | 82     |
| 1999/2000 | Bezirksliga     | VII   | 1.    | 129:21 | 84     |
| 2000/01   | Bezirksoberliga | VI    | 1.    | 97:32  | 69     |
| 2001/02   | Landesliga      | V     | 1.    | 87:28  | 71     |
| 2002/03   | Oberliga        | IV    | 2.    | 76:32  | 74     |
| 2003/04   | Oberliga        | IV    | 2.    | 93:35  | 84     |
| 2004/05   | Oberliga        | IV    | 13.   | 52:48  | 39     |
| 2005/06   | Oberliga        | IV    | 1.    | 75:25  | 75     |

Unter dem Vorsitz des Ex-Spielers Holger Brück wurde am 3. Februar 1998 mit dem Kurhessischen Sportverein Hessen Kassel ein Nachfolgeverein als reiner Fußballverein gegründet. Aufgrund eines Amtsgerichtsentscheids durfte sich der Verein ab April 1998 wieder Kasseler Sportverein Hessen Kassel (KSV Hessen Kassel) nennen und nahm als solcher den Vereins- und Spielbetrieb auf.
Die erste Mannschaft wurde für die Saison 1998/99 in die achtklassige Kreisliga A, Kassel (Gruppe 2) eingestuft. Die aus Ex-Profis und Talenten aus der Region zusammengestellte Mannschaft dominierte die Liga und wurde ungeschlagen Meister. Höhepunkt war der höchste Sieg der Vereinsgeschichte, ein 19:1 gegen TSV Wolfsanger II. Auch in der folgenden Bezirksligasaison blieben die „Löwen“ ungeschlagen. Die erste Niederlage des neuen Vereins datiert vom 1. Oktober 2000, als der KSV mit 0:1 gegen TuSpo Grebenstein verlor.
Zwei weitere Aufstiege brachten den neuen KSV Hessen 2002 in die Oberliga Hessen. Ein fünfter Aufstieg wurde knapp verpasst, nachdem die „Löwen“ mit fünf Punkten Rückstand auf den 1. FC Eschborn Vizemeister wurde. Auch in der folgenden Spielzeit 2003/04 reichte es nur zu Platz zwei. Monatelang kam es zu einem Kopf-an-Kopf-Rennen mit Darmstadt 98, das mit vier Punkten Vorsprung zu Gunsten der Südhessen ausging. In der Saison 2004/05 geriet die Mannschaft nach neun sieglosen Spielen in Folge noch in Abstiegsgefahr. In der Saison 2005/06 gelang schließlich der Aufstieg in die Regionalliga. Vom zweiten Spieltag an war der FSV Frankfurt Spitzenreiter der Oberliga, vergab in der Rückrunde zahlreiche Punkte. Der KSV rückte durch zehn Siege in Folge immer dichter an den FSV heran, der vor dem letzten Spieltag drei Punkte Vorsprung, allerdings das um ein Tor schlechtere Torverhältnis aufwies. Am letzten Spieltag kam es in Frankfurt zum direkten Duell. Vor 8000 Zuschauern, davon etwa 3000 aus Kassel, gewann der KSV mit 1:0. Großen Anteil am Erfolg hatten der Torschütze Thorsten Bauer und der Torwart Oliver Adler.

#### Regionalligajahre (2006 bis 2018)
| Saison  | Liga         | Level | Platz | Tore  | Punkte |
| ------- | ------------ | ----- | ----- | ----- | ------ |
| 2006/07 | Regionalliga | III   | 10.   | 45:56 | 46     |
| 2007/08 | Regionalliga | III   | 14.   | 51:57 | 38     |
| 2008/09 | Regionalliga | IV    | 2.    | 75:33 | 71     |
| 2009/10 | Regionalliga | IV    | 4.    | 63:41 | 59     |
| 2010/11 | Regionalliga | IV    | 3.    | 59:37 | 54     |
| 2011/12 | Regionalliga | IV    | 11.   | 43:54 | 42     |
| 2012/13 | Regionalliga | IV    | 1.    | 56:36 | 70     |
| 2013/14 | Regionalliga | IV    | 13.   | 41:64 | 40     |
| 2014/15 | Regionalliga | IV    | 10.   | 43:35 | 47     |
| 2015/16 | Regionalliga | IV    | 8.    | 42:32 | 53     |
| 2016/17 | Regionalliga | IV    | 10.   | 41:49 | 49     |
| 2017/18 | Regionalliga | IV    | 16.   | 53:54 | 38     |

Der angestrebte Klassenerhalt wurde in der Saison 2006/07 bereits am drittletzten Spieltag durch einen 2:1-Sieg über die Stuttgarter Kickers erreicht. Mit einem Schnitt von 4838 konnte der KSV die meisten Zuschauer der Regionalliga Süd begrüßen. Zur Saison 2008/09 führte der DFB die 3. Liga ein. Um sich für diese zu qualifizieren, musste mindestens der zehnte Platz in der Saison 2007/08 erreicht werden. In der Rückrunde gelangen den „Löwen“ nur drei Siege. Mirko Dickhaut übernahm das Traineramt von Matthias Hamann, konnte die Mannschaft aber nur auf Platz 14 führen. Thorsten Bauer wurde mit 19 Toren Torschützenkönig der Liga.
In der Saison 2008/09 spielte der KSV in der nunmehr viertklassigen Regionalliga Süd. Die Mannschaft führte während der Rückrunde die Tabelle an, dann folgten Niederlagen beim SC Pfullendorf und gegen TSV 1860 München II. Die „Löwen“ wurden Vizemeister mit einem Punkt Rückstand auf den 1. FC Heidenheim. Thorsten Bauer wurde mit 32 Toren abermals Torschützenkönig. Ein Jahr später reichte es nur zu Platz vier in der Liga, dafür erreichte die Mannschaft erstmals seit der Neugründung das Finale des Hessenpokals, das mit 1:2 gegen Kickers Offenbach in Fulda verloren ging. Auch in der Spielzeit 2010/11 wurde als Dritter der Aufstieg verpasst. Nachdem die Mannschaft Herbstmeister geworden war und monatelang die Tabelle angeführt hatte, verlor der KSV im Spitzenspiel bei Darmstadt 98 nach einer 2:0-Führung noch mit 2:3. Erneut erreichten die „Löwen“ das Hessenpokalfinale, das gegen den SV Wehen Wiesbaden mit 0:3 verloren wurde. Da Wehen sich als Vierter der 3. Liga für den DFB-Pokal qualifiziert hatte, rückte der KSV nach. Gegen Fortuna Düsseldorf gab es in der ersten Pokalrunde 2011/12 eine 0:3-Niederlage. Mit einem Rumpfkader bei gleichzeitig aus dem Kader genommenen älteren Spielern mit Vertrag (Bauer, Koitka, Zepek) startete man in die Ligaspiele 2011/12. VW verlängerte den Vertrag als Hauptsponsor und SMA konnte als weiterer Co-Sponsor gewonnen werden.
Zur Saison 2012/13 wurde der KSV in die neu geschaffene Regionalliga Südwest eingruppiert. Hier sicherten sich die Hessen die Meisterschaft und trafen in den Aufstiegsspielen zur 3. Liga auf den Meister der Regionalliga Nord, Holstein Kiel. Mit zwei Niederlagen (0:2 und 1:2) wurde der Aufstieg verpasst. Mit dem Sieg im Hessenpokal 2014/15 qualifizierte sich der KSV für die 1. Hauptrunde des DFB-Pokals 2015/16. Bei der Auslosung am 10. Juni 2015 bekamen die Löwen den Bundesligisten Hannover 96 zugelost. Das Spiel ging mit 0:2 verloren. Mitte Februar 2017 wurde bekannt, dass der Vertrag mit dem Trainer Tobias Cramer bis zum Jahr 2020 verlängert werde. Im Ursprung lief der Vertrag bis zum Ende der Saison. In einer am 27. April 2017 abgehaltenen Pressekonferenz wurde bekannt, dass der Verein etwa 400.000 Euro Verbindlichkeiten während des laufenden Spielbetriebs der Saison und etwa 1,1 Millionen Euro Schulden angesammelt hatte. Ferner fehlten 900.000 Euro an Sponsorengeldern für die folgende Saison der Regionalliga. Eine Insolvenz war somit kaum mehr vermeidbar. Am 13. Juni 2017 stellte der Verein am Amtsgericht Kassel einen Insolvenzantrag. Nach Bestätigung des Plans durch das Amtsgericht Kassel wurde der KSV entschuldet und der Spielbetrieb gesichert. Auch rund 78 Arbeitsplätze im Verein konnten erhalten bleiben.
Der dadurch verursachte Verlust von neun Wertungspunkten sorgte letztlich dafür, dass der KSV am Ende der Saison 2017/18 in die fünftklassige Hessenliga abstieg.

#### Gegenwart (seit 2018)
| Saison  | Liga                 | Level | Platz | Tore  | Punkte    |
| ------- | -------------------- | ----- | ----- | ----- | --------- |
| 2018/19 | Hessenliga           | V     | 3.    | 71:31 | 65        |
| 2019/20 | Hessenliga           | V     | 2.    | 71:26 | 47 (2,14) |
| 2020/21 | Regionalliga Südwest | IV    | 12.   | 57:71 | 53        |
| 2021/22 | Regionalliga Südwest | IV    | 7.    | 46:37 | 51        |
| 2022/23 | Regionalliga Südwest | IV    | 13.   | 34:51 | 33        |
| 2023/24 | Regionalliga Südwest | IV    | 10.   | 49:50 | 47        |
| 2024/25 | Regionalliga Südwest | IV    | 9.    | 54:56 | 47        |

Die erste Mannschaft wurde in der Saison 2018/19 aufgrund nicht bereitgestellter Schiedsrichter mit einem Abzug von fünf Punkten bestraft. Der zunächst angestrebte sofortige Aufstieg aus der fünftklassigen Hessenliga gelang dadurch nicht. Unmittelbar darauf gab der Cheftrainer und sportliche Leiter Tobias Cramer bekannt, seinen seit 2014 laufenden Vertrag beim KSV nicht verlängern zu wollen und den Verein zu verlassen.
Der zum Beginn der Spielzeit 2019/20 engagierte Cheftrainer Dietmar Hirsch wurde nach einem enttäuschenden Saisonstart bereits nach elf Spieltagen entlassen. Der Vereinsvorstand berief sich dabei auf „Konsequenzen aus einer sportliche[n] Talfahrt“. Hirsch wurde durch den Co-Trainer und ehemaligen KSV-Stürmer Tobias Damm ersetzt. Die Regionalliga Südwest traf nach der durch die Corona-Krise ausgesetzten Saison im Mai 2020 die Entscheidung, den KSV Hessen als vierten Aufsteiger für die kommende Spielzeit zuzulassen, der seitdem nach zweijähriger „Abstinenz“ wieder in der vierten Klasse spielt.
August 2023 wurde bekannt, dass die Trikots des Vereins ab sofort die Aufschrift „Brennholzverleih“ zieren soll. Hintergrund ist, dass der Comedian Markus Krebs mit seiner gleichnamigen Modemarke als eine Art Sponsor eingestiegen war.

## Kader der Saison 2024/25
(Stand: 12. April 2025)
| Nr.        | Nat.                    | Spieler              | Geboren       | Im Verein seit |
| ---------- | ----------------------- | -------------------- | ------------- | -------------- |
| Tor        |                         |                      |               |                |
| 01         | Deutschland             | Jonas Weyand         | 3. Dez. 2000  | 2023           |
| 12         | Deutschland             | Nicolas Gröteke      | 8. Apr. 2001  | 2020           |
| 40         | Deutschland             | Tim Fisch            | 23. März 2005 | 2024           |
| Abwehr     |                         |                      |               |                |
| 02         | Kasachstan              | Alexander Mißbach    | 5. Sep. 1993  | 2019           |
| 04         | Deutschland             | Kenny Weyh           | 1. Nov. 2004  | 2023           |
| 05         | Deutschland             | Tyron Duah           | 27. Juni 2003 | 2024           |
| 20         | Deutschland             | Elias Liesche Prieto | 22. Juni 2003 | 2022           |
| 22         | Deutschland             | Donald Nduka         | 22. März 2003 | 2024           |
| 23         | Deutschland             | Paul Stegmann        | 11. Okt. 2002 | 2021           |
| 27         | Deutschland             | Tobias Boche         | 9. Aug. 2000  | 2024           |
| 31         | Deutschland             | Maurice Springfeld   | 13. Mai 1998  | 2021           |
| 32         | Deutschland             | Nael Najjar          | 23. Juni 1996 | 2014           |
| Mittelfeld |                         |                      |               |                |
| 03         | Bulgarien               | Emanuel Mirchev      | 9. Feb. 2002  | 2024           |
| 06         | Deutschland             | Aaron Liesche Prieto | 17. Nov. 2005 | 2022           |
| 08         | Deutschland             | Frederic Brill       | 28. Mai 1992  | 2015           |
| 10         | Turkei                  | Sercan Sararer       | 27. Nov. 1989 | 2023           |
| 17         | Deutschland             | Adrian Bravo-Sanchez | 28. Okt. 1993 | 2025           |
| 21         | Nigeria                 | David Emmanuel       | 19. Nov. 2006 | 2025           |
| 26         | Deutschland             | Nils Stendera        | 30. Sep. 2000 | 2021           |
| 28         | Deutschland             | Marco Hingerl        | 3. Mai 1996   | 2024           |
| 29         | Deutschland             | Cornelius Bräunling  | 15. Dez. 2004 | 2023           |
| 30         | Deutschland             | Yannick Stark        | 28. Okt. 1990 | 2025           |
| 33         | Deutschland             | Lukas Rupp           | 8. Jan. 1991  | 2024           |
| Sturm      |                         |                      |               |                |
| 07         | Deutschland             | Joyce Luyeye-Nkula   | 17. Juli 2003 | 2024           |
| 09         | Bosnien und Herzegowina | Benjamin Hadžić      | 4. März 1999  | 2024           |
| 11         | Deutschland             | Nikos Zografakis     | 7. Juli 1999  | 2023           |
| 13         | Deutschland             | Emre Böyükata        | 18. Apr. 2005 | 2024           |
| 15         | Deutschland             | Sebastian Schmeer    | 19. Jan. 1987 | 2023           |
| 25         | Deutschland             | Jan Dahlke           | 11. Sep. 1997 | 2025           |
| 33         | Deutschland             | Lukas Iksal          | 6. Mai 1994   | 2019           |

## Erfolge
- Meister der Regionalliga Süd 1964
- Meister der II. Division Süd 1962
- Meister der Oberliga Hessen 1980, 1989, 1991, 2006
- Meister der Fußball-Regionalliga Südwest 2012/13
- Hessenpokalsieger 1961, 2015[36]
- Viertelfinalist im DFB-Pokal 1991

Der KSV Hessen spielte drei Jahre in der höchsten Spielklasse (1953–1955, 1962/63) und 29 Jahre in der zweithöchsten Spielklasse (1949–1953, 1955–1962, 1963–1974, 1980–1987, 1989–1990). In der ewigen Tabelle der 2. Bundesliga belegt der KSV Hessen den 44. Platz (Stand 2025). Der KSV Hessen stellte in den Spielzeiten 1963/64 (Klaus-Peter Jendrosch, 34 Tore) sowie 2007/08 und 2008/09 (Thorsten Bauer, 19 bzw. 32 Tore) den Torschützenkönig der Regionalliga Süd. Außerdem erhielt der Stürmer Sebastian Schmeer die Auszeichnung für das Tor des Monats August 2016, sodass der KSV der erste nordhessische Fußballverein ist, der einen Tor-des-Monats-Torschützen besitzt.

## Persönlichkeiten

### Ehemalige Spieler
Der Verein stellte im Laufe seiner Geschichte mehrere Nationalspieler. Karl-Heinz Metzner spielte zwei Mal für die deutsche Nationalelf. Weitere Nationalspieler während ihrer Zeit in Kassel waren der Afghane Harez Habib, der Schwede Mats Nordgren, der Burkiner Kassoum Ouédraogo und der Finne Tommi-Björn Paavola. Aufgeführt werden auch Fußballspieler, die fußballhistorische Relevanz haben.
In dieser (mittlerweile veralteten) Tabelle werden alle Spieler berücksichtigt, die entweder mehr als 100 Spiele für den KSV bzw. FC Hessen Kassel absolviert oder mehr als 50 Tore für den Verein erzielt haben. Die erste Zahl in Klammern nennt die Anzahl der Spiele, die zweite Zahl die Anzahl der erzielten Tore.
| - Hans Alt (356/38) - Marcel Andrijanic (18/1) - Marc Arnold (52/17) - Horst Assmy (57/11) - Dirk Bakalorz (82/17) - Thorsten Bauer (291/161) - Carsten Becker (181/46) - Gerd Becker (69/27) - Rolf Bertram (34/7) - Daniel Beyer (126/16) - Karl Bock (139/84) - Karl Bönisch (119/13) - André Breitenreiter (13/8) - Holger Brück (199/22) - Jozsef Burjan (101/28) - Andreas Burose (134/0) - Sebastian Busch (146/5) - Julio César de Rosa (145/70) - Peter Cestonaro (121/44) - Wilhelm Deeg (157/5) - Mario Deppe (163/4) - Michael Deuerling (121/14) - Mirko Dickhaut (62/6) - Franz Dinger (103/9) - Lothar Dippoldsmann (113/1) - Heinrich Dittel (242/3) - Herbert Döring (117/42) - Michael Drube (242/58) | - Armin Eck (21/7) - Uwe Eplinius (242/13) - Jürgen Ey (86/12) - Árpád Fazekas (18/0) - Peter Fraßmann (13/0) - Thomas Freudenstein (268/87) - Rolf Fritzsche (192/81) - Enrico Gaede - Rudolf Gellesch - Eberhard Grabsch (148/33) - Gerhard Grau (299/30) - Lothar Guth (115/0) - Manfred Grawunder - Uwe Habedank (312/12) - Helmut Hampl (228/102) - Wolfgang Hansmann (158/73) - Dieter Hecking (168/63) - Willi Hellwig (202/120) - Gustav Hensel Casseler FV - Rolf Hocke - Erhard Hofeditz - Frank Höhle (236/39) - Walter Horch (227/32) - Alfred Hosung (117/15) - Bernd Hüter (138/2) - Karl Hutfles (321/11) - Rainer Istel (135/2) - Klaus-Peter Jendrosch (100/77) - Stipe Jevtic (103/8) - Otto Kastl (262/30) | - Peter Kempa (181/31) - Ralph Kistner (166/47) - Horst Knauf (107/33) - Thomas Kneuer (276/1) - Tim Knipping - Kai Koitka - Erich Knothe (199/1) - Reiner Künkel (107/32) - Stephan Kuhn (141/9) - Ernst Kuster (113/75) - Carsten Lakies - Kurt Laue (110/0) - Bernd Lichte - Walter Liebich (168/13) - Karl Loweg (200/0) - Otmar Ludwig - Herbert Maciossek (130/60) - Ernst Martin (110/20) - Marco Mason (197/17) - Jerzy Matys (182/1) - Andreas Mayer - Andreas Mayer - Karl-Heinz Metzner (365/61) - Dieter Michel (282/21) - Jörg Müller (143/0) - Volker Münn (151/8) - Holger Obermann - Uwe Pallaks - Nico Radler (151/25) | - Marc Rosch (148/18) - Hans-Adolf Schade (214/15) - Jan Schindelmeiser - Bodo Schmidt (174/3) - Karl Schmidt - Thomas Schmidt (247/26) - Josef Schmied (165/41) - Uwe Schreml - Kai-Uwe Schnell (110/3) - Hubert Schöll - Thorsten Schönewolf (254/17) - Terence Scott (111/45) - Lothar Schulz (130/17) - Lothar Sippel (103/48) - Bernd Sturm (129/13) - Heinz Traser (127/52) - Peter Velhorn - Dieter Vollmer (335/2) - Heinrich Weber - Klaus Weiland (250/28) - Ulrich Wielandt (108/17) - Dieter Windisch (161/12) - Hans Wulf (238/0) - Klaus Zaczyk (127/16) - Zoran Zeljko (177/0) - Fritz Zimmer (186/1) |

### Ehemalige Trainer
Eine chronologische Übersicht über alle Trainer des Vereins seit 1946.
| Amtszeit        | Trainer              |
| --------------- | -------------------- |
| .001946–.001947 | Fritz Kleim          |
| .001947–.001949 | Ernst Paulus         |
| .001949–.001950 | Karl Höger           |
| .001950–.001952 | Lothar Schröder      |
| .001952–.001955 | Rudi Gellesch        |
| .001955–.001956 | Walter Koch          |
| .001956–.001958 | Hans Carl            |
| .001958–.001960 | Jupp Kratz           |
| .001960–.001962 | Willibald Hahn       |
| .001962–.001964 | Walter Müller        |
| .001964–.001966 | Herbert Widmayer     |
| .001966–.001968 | Toni Hellwig         |
| .001968–.001969 | Willy Kurrat         |
| .001969–.001971 | Heinz Baas           |
| .001971         | Toni Hellwig         |
| .001971–.001972 | Hans-Wilhelm Loßmann |
| .001972–.001973 | Toni Hellwig         |
| .001973–.001974 | Heinz Baas           |
| .001974         | Klaus Kuhnert        |
| .001974–.001976 | Robert Gebhardt      |

| Amtszeit        | Trainer                |
| --------------- | ---------------------- |
| .001976         | Walter Müller          |
| .001976–.001978 | Gyula Tóth             |
| .001978–.001982 | Rudi Kröner            |
| .001982–.001983 | Timo Konietzka         |
| .001983–.001986 | Jörg Berger            |
| .001986         | Rudi Kröner            |
| .001986         | Jürgen Nehme           |
| .001986         | Elmar Müller           |
| .001987         | Werner Biskup          |
| .001987         | Holger Brück           |
| .001987–.001989 | Franz Brungs           |
| .001989–.001990 | Lorenz-Günther Köstner |
| .001990–.001992 | Hans-Ulrich Thomale    |
| .001992–.001993 | Karl-Heinz Wolf        |
| .001993–.001995 | Franz Brungs           |
| .001995–.001996 | Holger Brück           |
| .001996         | Hans-Jürgen Gede       |
| .001997         | Hans-Werner Moors      |
| .001997         | Horst Schmidt          |
| .001998–.002000 | Jörg Müller            |

| Amtszeit        | Trainer                |
| --------------- | ---------------------- |
| .002001         | Holger Brück (Interim) |
| .002001         | Terry Scott            |
| .002001         | Holger Brück (Interim) |
| .002002         | Oliver Roggensack      |
| .002002–.002003 | Thomas Freudenstein    |
| .002003–.002004 | Hans-Ulrich Thomale    |
| .002004–.002005 | Bernd Sturm            |
| .002005–.002008 | Matthias Hamann        |
| 05.2008–04.2011 | Mirko Dickhaut         |
| 04.2011–10.2011 | Christian Hock         |
| 10.2011–12.2011 | Holger Brück (Interim) |
| 01.2012–06.2013 | Uwe Wolf               |
| 06.2013–11.2013 | Jörn Großkopf          |
| .002014–.002016 | Matthias Mink          |
| .002016–.002019 | Tobias Cramer          |
| 06.2019–10.2019 | Dietmar Hirsch         |
| 10.2019–10.2023 | Tobias Damm            |
| 11.2023–10.2024 | Alexander Kiene        |

## Weitere Mannschaften
Insgesamt elf Jahre spielte die zweite Mannschaft in der höchsten hessischen Spielklasse. Den zweifellos größten Erfolg erreichte die Mannschaft mit dem Sieg im Hessenpokal 1961. Sehr erfolgreich spielte das Team auch in der Saison 1967/68; als Aufsteiger wurde sie Vizemeister hinter Rot-Weiss Frankfurt. Bei der deutschen Amateurmeisterschaft schieden die KSV-Amateure jedoch gegen die Amateure des 1. FC Köln bereits im Achtelfinale aus.

## Stadion

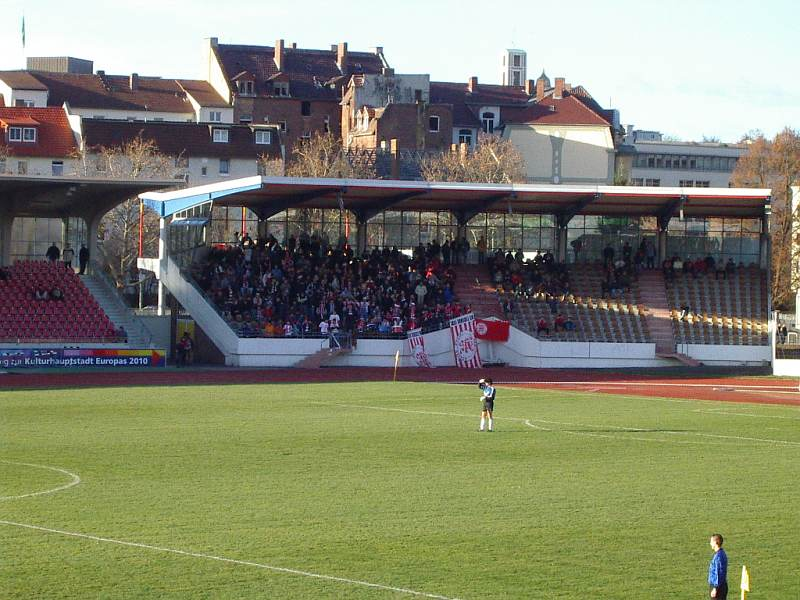
Die Nordtribüne des Auestadions

Heimspielstätte des Vereins bzw. seiner Vorgänger ist seit 1953 das Auestadion mit einer heutigen Kapazität von 18.737 Plätzen, davon etwa 8700 Sitzplätze. Das Stadion wurde aus Kriegstrümmern errichtet und am 23. August 1953 mit einem Spiel gegen Viktoria Aschaffenburg eröffnet. Es wurde seitdem mehrfach renoviert. Zuletzt wurde im Jahre 2010 die Haupttribüne neu erbaut.
Der Zuschauerrekord wurde am 6. Juni 1964 aufgestellt, als 37.000 Zuschauer das Aufstiegsrundenspiel zur Bundesliga gegen Hannover 96 sahen. Die höchste Zuschauerzahl bei einem Spiel des „neuen“ KSV Hessen wurde am 2. Mai 2008 erreicht, als 17.200 Zuschauer beim Spiel gegen Bayern München II die Premiere der neuen Flutlichtanlage beiwohnten.
Vor der Fertigstellung des Auestadions spielte der KSV Hessen auf dem A-Platz. Die im Jahre 1922 als Kurhessen-Sportplatz oder Kurhessensportanlage eingeweihte Spielstätte wurde schon vom Vorgängerverein SV Kurhessen Kassel genutzt und bot bis zu 16.000 Zuschauern Platz. Nach der Fertigstellung des Auestadions wurde der A-Platz abgerissen. Von 1998 bis 2001 spielte der KSV Hessen auf dem G-Platz in unmittelbarer Nähe des Auestadions. Der 2000 Zuschauer fassende Sportplatz wurde im Volksmund liebevoll als „Löwenkäfig“ bezeichnet.

## Ehemalige KSV-Sportler anderer Sportarten

### Leichtathletik
Die bis 1993 bestehende Leichtathletikabteilung des Vereins war eines der Leistungszentren in Hessen, und auch auf nationaler Ebene stellte der Verein herausragende Athleten wie z. B.:
- Anna Hagemann (verheiratete Klooß), 1946 Deutsche Meisterin im Diskuswurf und von 1936 bis 1948 neunmal bei den deutschen Meisterschaften unter den ersten drei.[47]
- Irmgard Schmelzer (geb. Kirchhoff), 1952 Deutsche Meisterin und mit 5,90 m Olympiavierte im Weitsprung.[48]
- Ludwig Müller, 1963 Deutscher Meister im 3000-Meter-Hindernislauf.
- Josef Klik, 1964 Deutscher Meister im Diskuswurf.
- Horst Flosbach, 1964 Deutscher Meister im 10.000-Meter-Lauf.
- Gerd Loßdörfer, 1966 Deutscher Meister und Vizeeuropameister über 400 Meter Hürden.
- Klaus Lehnertz, 1966, 1967 und 1968 deutscher Meister im Stabhochsprung.
- Hans-Jürgen Ziegler, 1971 deutscher Meister im Stabhochsprung; 1971, 1972 deutscher Meister in der Halle.
- Donald Baird, Australier, 1974 Deutscher Meister und Sieger der Commonwealth Games im Stabhochsprung.
- Günter Zeiß, Deutscher Meister im Dreisprung 1962

### Badminton
Im Badminton konnte der KSV mehrere südwestdeutsche und hessische Meistertitel in den Einzeldisziplinen erringen. Herausragende Athletin war dabei Maren Schröder, die 13 hessische und drei südwestdeutsche Titel gewann. Weitere Hessenmeister aus dem Verein waren Anke Jaskolla und Ulrich Schaper.

### Tennis
Im Jahr 1978 wurde innerhalb des KSV Hessen Kassel eine Sparte für Tennis gegründet. Das Tennisgelände mit ursprünglich drei später vier Tennisplätzen (Sand) entstand ein paar hundert Meter südlich des Auestadions – etwa am Südrand der Karlsaue an der Damaschkestraße. Nachdem der Hauptverein KSV Hessen Kassel 1993 in Konkurs ging und als reiner Fußballverein unter dem Namen FC Hessen Kassel seine Fortsetzung gefunden hatte, wurde die Tennissparte ausgegliedert und als selbständiger Verein mit Namen Tennis-Club-Auepark Kassel e. V. (TC-Auepark Kassel e. V.) neu gegründet, wobei viele Mitglieder direkt in den neuen Verein wechselten.

### Tischtennis
Die Tischtennisabteilung wurde 1936 gegründet. Es war die erste Tischtennisabteilung in einem Kasseler Sportverein. Nach dem Zweiten Weltkrieg wurde die Abteilung am 17. November 1945 neu gegründet. Sie gehörte zu den führenden Vereinen in Nordhessen.
Vor allem die Damen waren beim KSV Hessen Kassel erfolgreich. Bereits 1967 gelang der Aufstieg in die Oberliga Südwest. Als im Folgejahr die beiden Oberliga-Staffeln im Südwesten zu einer Staffel zusammengelegt wurden, verpassten die Nordhessinnen jedoch die Qualifikation für die neue Klasse. Bereits 1969 gelang jedoch der erneute Aufstieg in die Oberliga Südwest. Doch auch diesmal war die Zugehörigkeit zum Oberhaus (eine Damen-Bundesliga wurde erst 1972 eingeführt) nur von kurzer Dauer, denn bereits 1971 folgte der erneute Abstieg. Nach acht Jahren in unteren Klassen gelang Hessen Kassel 1979 die erneute Rückkehr in die höchste Südwestwestklasse, die nunmehr Regionalliga Südwest hieß. Als diese 1981 in Zweite Bundesliga umbenannt wurde, hatte sich die Mannschaft bereits etabliert und konnte sich mit Unterbrechungen (Abstieg 1982) bis Ende der 1980er Jahre dort halten.
1993 verließ die Tischtennisabteilung den Verein und gründete den neuen Verein TTC Kassel, der zwei Jahre lang in der Ersten Bundesliga spielte. Der 1998 neugegründete KSV Hessen Kassel verfügt über keine Tischtennis-Abteilung mehr.